# Ailuridae
Ailuridae este o familie de mamifere carnivore mici, care are în componență doar un membru: Ailurus fulgens sau panda roșu.

## Caracteristici generale
- Are o lungime de 50 cm;
- Are o greutate de 3 kg;
- Are o blană roșie

## Răspândire
Este răspândit în India și Nepal.

## Membri
- Ailurus fulgens (panda rosu)

## Specii fosile
Familia Ailuridae conține și opt genuri extincte, majoritatea din ele incluse în subfamiliile Ailurinae și Simocyoninae.
- Familia Ailuridae
  - Genul Protursus (†)
    - Protursus simpsoni

  - ?Subfamilia Amphictinae
    - Genul Viretius (†)
      - Viretius goeriachensis

    - Genul Amphictis (†)
      - Amphictis aginensis
      - Amphictis antiqua
      - Amphictis borbonica
      - Amphictis prolongata
      - Amphictis schlosseri
      - Amphictis wintershofensis

  - Subfamilia Simocyoninae (†)
    - Genul Alopecocyon (†)
      - Alopecocyon leardi

    - Genul Simocyon (†)
      - Simocyon batalleri
      - Simocyon diaphorus
      - Simocyon hungaricus
      - Simocyon primigenius

  - Subfamilia Ailurinae
    - Genul Magerictis (†)
      - Magerictis imperialensis

    - Genul Pristinailurus (†)
      - Pristinailurus bristoli

    - Genul Parailurus (†)
      - Parailurus sp.
      - Parailurus hungaricus
      - Parailurus anglicus

    - Genul Ailurus
      - Ailurus fulgens – panda roșu